# Шехтер, Соломон
Соломо́н Ше́хтер (ивр. שניאור זלמן שכטר‎, Шне́ур За́лман Ше́хтер) — раввин, учёный и педагог, президент еврейской теологической семинарии Америки, одна из ключевых фигур консервативного иудаизма, исследователь каирской генизы.

## Биография
Родился в Фокшанах Молдавское княжество (ныне — Румыния) в семье последователей Хабада. Шехтер получил первоначальное образование от своего отца, который был шойхетом.
С десяти лет учился в иешиве в Пьятра-Нямце, а с тринадцати — у одного из главных талмудических учёных, рабби Иосифа Саула Натансона изо Львова. В 1865 году в возрасте 18 лет отправился учиться в Еврейскую теологическую семинарию в Вене у Меира Фридмана, в 19 стал раввином. Он изучал философию и грамматику в Венском университете, а затем в 1879 году продолжил обучение в Берлинском университете. В Берлине он познакомился с Клодом Монтефиоре, родственником сэра Мозеса Монтефиоре, который пригласил его в Великобританию, куда он отправился в 1881. Он продолжил учёбу в Оксфордском университете, а также занимался изучением еврейских текстов, найденных в коллекции Британского музея.
В 1887 году в возрасте 40 лет женился на Матильде Рот из Бреслау, с которой познакомился во время научно-исследовательской деятельности в Британском музее в Лондоне. У пары было трое детей.
В 1890 году, после смерти Соломона Маркуса Шиллера-Сцинесси, он стал преподавать Талмуд и раввинистическую литературу в Кембриджском университете. Студенты еврейского общества Кембриджского университета до сих пор проводят ежегодные чтения памяти Соломона Шехтера.
В это же время осуществил путешествие в Италию для поиска в крупнейших библиотеках коллекций еврейских рукописей. Результаты исследований были опубликованы в журнале Jewish Quarterly Review.
Наибольшую известность в академической среде принесли Шехтеру его исследования в 1896 году каирской генизы, коллекции из более чем 100 000 страниц редких еврейских религиозных рукописей и средневековых еврейских текстов, сохранившихся в египетской синагоге «Эвен Эзра» в старом Каире. Они произвели революцию в изучении средневекового иудаизма. Первым еврейским исследователем, признавшим огромную значимость каирской генизы, а также первый, кто рассказал о существовании Мидраш ха-гадоль был Яаков Сапир, и то, и другое позже скрупулёзно изучал Шехтер.
Первоначально Шехтер отправил не рассортированную коллекцию рукописей в Бодлианскую библиотеку Оксфордского университета, но в мае 1896 две сестры, Агнес Льюис и Маргарет Гибсон, показали ему несколько страниц из каирской генизы, содержащих текст Бен-Сира на иврите, который на протяжении веков был известен только в греческом и латинском переводах. Благодаря переписке стало известно о существовании ещё девяти страниц из той же рукописи у Арчибальда Сейса в Оксфордском университете. Шехтер отправился в Каир для изучения генизы и прибыл туда в декабре 1896 с рекомендацией от главного раввина, Германа Адлера к главному раввину Каира Аарону Рафаэлю Бен-Шимону. Он тщательно отобрал материалы для библиотеки Кембриджского университета. Находка сыграла важную роль в споре Шехтера с Дэвидом Маргулиусом об ивритском происхождении текста Премудрости Сираха.
Чарльз Тейлор проявил большой интерес к работе Соломона Шехтера в Каире и фрагменты генизы, представленные в Кембриджском университете, теперь известны как коллекция Тейлора-Шехтера.
В конце поездки в Египет Шехтер посетил Израиль, где жил его брат-близнец Яаков Шехтер (1844—1912), один из основателей Зихрон-Яаков, и подарил поселению несколько еврейских рукописей, обнаруженных в каирской генизе. Один из сыновей его брата, Абба Шехтер, был первым мэром Зихрон-Яакова. Внуком его брата является известный израильский карикатурист и автор Дуду Гева.
В 1899 году он был назначен профессором иврита в Университетском колледже Лондона и работал там до 1902 года, когда он уехал в Америку.
Шехтер стал вторым президентом Еврейской теологической семинарии Америки (JTSA) с 1902 до самой смерти в 1915, в это же время он основал организацию Объединённая синагога Америки, позже переименованную в Объединённую синагогу консервативного иудаизма.
Шехтер внезапно умер от сердечного приступа в Нью-Йорке 19 ноября 1915 года, в возрасте 68 лет. Президентом JTSA после смерти Шехтера стал Сайрус Адлер.

## Взгляды
Шехтер признавал центральную роль галахи в еврейской жизни, но считал, что законы должны меняться в соответствии с временем.
Шехтер был одним из первых сторонников сионизма.
Он был председателем комитета, который редактировал перевод Танаха на английский по версии Jewish Publication Society of America.
Его отношения с представителями ортодоксального иудаизма не складывались, особенно после 1904, когда союз ортодоксальных раввинов (Union of Orthodox Rabbis) осудил его современные критические методы изучения Танаха и Талмуда как ересь. Шехтер не появлялся на мероприятиях ортодоксов, а также имел собственный взгляд на употребление идиша.

## Наследие
Имя Шехтера неотделимо от истории исследований каирской генизы. Он считается основателем и одной из ключевых фигур консервативного иудаизма. В его честь названа сеть консервативных еврейских дневных школ, а также летний лагерь в Олимпии, штат Вашингтон. Таких школ на территории Соединённых Штатов насчитывается несколько десятков, есть также филиал в Канаде. В Иерусалиме есть институт иудаики его имени, который является филиалом Еврейской теологической семинарии (JTS).